# Ascalaphus prothoracicus
Ascalaphus prothoracicus là một loài côn trùng trong họ Ascalaphidae thuộc bộ Neuroptera. Loài này được Kimmins miêu tả năm 1949.